# Institutul (roman)
Institutul (denumire originală The Institute) este un roman de Stephen King publicat inițial de editura Scribner la 10 septembrie 2019. O versiune audio este realizată de Santino Fontana.

## Prezentare
În miezul nopții, într-o casă de pe o stradă liniștită dintr-o suburbie din Minneapolis, atacatorii ucid părinții lui Luke Ellis și îl răpesc... Luke se trezește într-un loc numit Institut, într-o cameră care seamănă cu a sa, dar fără fereastră. Lângă ușa sa se află și alte uși similare, în spatele cărora se află copii speciali cu abilități paranormale (telekinezie, telepatie) care au fost de asemenea răpiți. Aceștia se află în partea clădirii care se numește „Partea din Față”. Alții, după cum va află Luke, se află în „Partea din Spate”.  Dacă copiii fac ceea ce li se spune, atunci ei primesc jetoane pentru automate. Dar, după cum cineva îi spune lui Luke, totul este ca o capcană pentru gândaci: „Poți ajunge acolo, dar nu poți ieși”.
În această instituție sinistră, directorul, doamna Sigsby și personalul ei  extrag fără milă abilitățile psihice ale  copiilor. Din ce în ce mai multe victime dispar în „Partea din Spate”, iar Luke este și mai disperat și își pierde speranța de a părăsi vreodată acest loc. Până la urmă, nimeni nu a scăpat din Institut...

## Personaje
- Luke
- doamna Sigsby

## Traduceri în limba română
- Institutul, traducere de Ruxandra Toma, Colecția Armada, Editura Nemira, 2020[4]

## Ecranizări
Imediat după publicarea romanului, au apărut informații că o mini-serie va fi realizată după această carte. Scenaristul va fi David E. Kelly (Marile minciuni nevinovate) și regizorul va fi Jack Bender (Clanul Soprano, Mr. Mercedes).